# Liga de los Países Bajos de waterpolo masculino
La Liga de los Países Bajos de waterpolo masculino es la competición más importante de waterpolo masculino entre clubes neerlandeses.

## Historial
Estos son los ganadores de liga:
- 2011: BRC Borculo
- 2010: Donk Gouda
- 2009: Donk Gouda
- 2008: Donk Gouda
- 2007: Polar Bears Ede
- 2006: Polar Bears Ede
- 2005: Polar Bears Ede
- 2004: AZC Alphen
- 2003: AZC Alphen
- 2002: AZC Alphen
- 2001: AZC Alphen
- 2000: AZC Alphen
- 1999: ZPB Barendrecht
- 1998: AZ&PC
- 1997: AZ&PC
- 1996: Polar Bears Ede
- 1995: Polar Bears Ede
- 1994: AZ&PC
- 1993: AZ&PC
- 1992: Polar Bears Ede
- 1991: Polar Bears Ede
- 1990: Polar Bears Ede
- 1989: AZC Alphen
- 1988: AZC Alphen
- 1987: AZC Alphen
- 1986: AZC Alphen
- 1985: AZC Alphen
- 1984: AZC Alphen
- 1983: AZC Alphen
- 1982: HZC De Robben
- 1981: AZC Alphen
- 1980: HZC De Robben
- 1979: AZC Alphen
- 1978: AZC Alphen
- 1977: AZC Alphen
- 1976: Zian/Vitesse Den Haag
- 1975: HZC De Robben
- 1974: HZC De Robben
- 1973: De Meeuwen Diemen
- 1972: HZC De Robben
- 1971: HZC De Robben
- 1970: HZC De Robben
- 1969: HZC De Robben
- 1968: HZC De Robben
- 1967: HZC De Robben
- 1966: DZV Delft
- 1965: AZ&PC
- 1964: DZV Delft
- 1963: AZ&PC
- 1962: Se abandonó el campeonato
- 1961: AZ&PC
- 1960: HZC De Robben
- 1959: HZ&PC Den Haag
- 1958: HZ&PC Den Haag
- 1957: GZC Gouda
- 1956: AZ&PC
- 1955: HZ&PC Den Haag
- 1954: GZC Gouda
- 1953: HZ&PC Den Haag
- 1952: HZ&PC Den Haag
- 1951: HZ&PC Den Haag
- 1950: HZ&PC Den Haag
- 1949: Zian/Vitesse Den Haag
- 1948: Zian/Vitesse Den Haag
- 1947: Zian/Vitesse Den Haag
- 1946: Zian/Vitesse Den Haag
- 1943: HZ&PC Den Haag
- 1942: HZ&PC Den Haag
- 1941: HZ&PC Den Haag
- 1940: Het Y
- 1939: Het Y
- 1938: Het Y
- 1937: Het Y
- 1936: HZ&PC Den Haag
- 1935: HZ&PC Den Haag
- 1934: Het Y
- 1933: Het Y
- 1932: Het Y
- 1931: De Dolfijn
- 1930: Het Y
- 1929: Het Y
- 1928: Het Y
- 1927: Het Y
- 1926: De Dolfijn
- 1925: Het Y
- 1924: Het Y
- 1923: GZC Gouda
- 1922: Het Y
- 1921: Het Y
- 1920: Het Y
- 1919: Het Y
- 1918: Het Y
- 1917: Het Y
- 1916: Het Y
- 1915: Het Y
- 1914: Het Y
- 1913: Het Y
- 1912: Het Y
- 1911: Het Y
- 1910: Het Y
- 1909: Het Y
- 1908: DJK Amsterdam
- 1907: DJK Amsterdam
- 1906: DJK Amsterdam
- 1905: DJK Amsterdam
- 1904: DJK Amsterdam
- 1903: DJK Amsterdam
- 1902: DJK Amsterdam
- 1901: HVGB Haarlem